# James Peddie, Baron Peddie
James „Jim“ Mortimer Peddie, Baron Peddie (* 4. April 1905; † 13. April 1978) war ein britischer Politiker der Co-operative Party, der 1961 als Life Peer aufgrund des Life Peerages Act 1958 Mitglied des House of Lords wurde.

## Leben
Peddie engagierte sich zunächst in der Genossenschaftsbewegung in Kingston upon Hull als Pressesprecher sowie als Direktor und war während des Zweiten Weltkrieges Mitarbeiter im Informationsministerium (Ministry of Information), ehe er Direktor der Genossenschaftlichen Großhandelsgesellschaft (Co-operative Wholesale Society) war. Daneben war er Mitglied der Vorstände der Genossenschaftsversicherung (The Co-operative Insurance) sowie der Wohnungsbaugenossenschaft (Co-operative Permanent Building Society), aus der die heutige Nationwide Building Society hervorging, Großbritanniens größte Bausparkasse.
Peddie, der für seine Verdienste Mitglied des Order of the British Empire wurde, war zwischen 1957 und 1965 als Nachfolger von Albert Ballard Vorsitzender der Co-operative Party sowie zugleich 1958 Präsident des Genossenschaftskongresses. Während dieser Zeit suchte er enge Kontakte zur Labour Party sowie zum Trades Union Congress, dem Dachverband der britischen Gewerkschaften.
Durch ein Letters Patent vom 9. Februar 1961 wurde Peddie aufgrund des Life Peerages Act 1958 als Life Peer mit dem Titel Baron Peddie, of the City and County of Kingston upon Hull, in den Adelsstand erhoben und gehörte damit bis zu seinem Tod dem House of Lords als Mitglied an.

## Veröffentlichungen
- Taking stock. Dangers and opportunities, 1961

## Hintergrundliteratur
- Cooperatives - Cooperative Activists: Co-Operative Party Politicians, Presidents of Co-Operative Congress, 2012, ISBN 9781234706128